# Ortsmuseum Tutzing

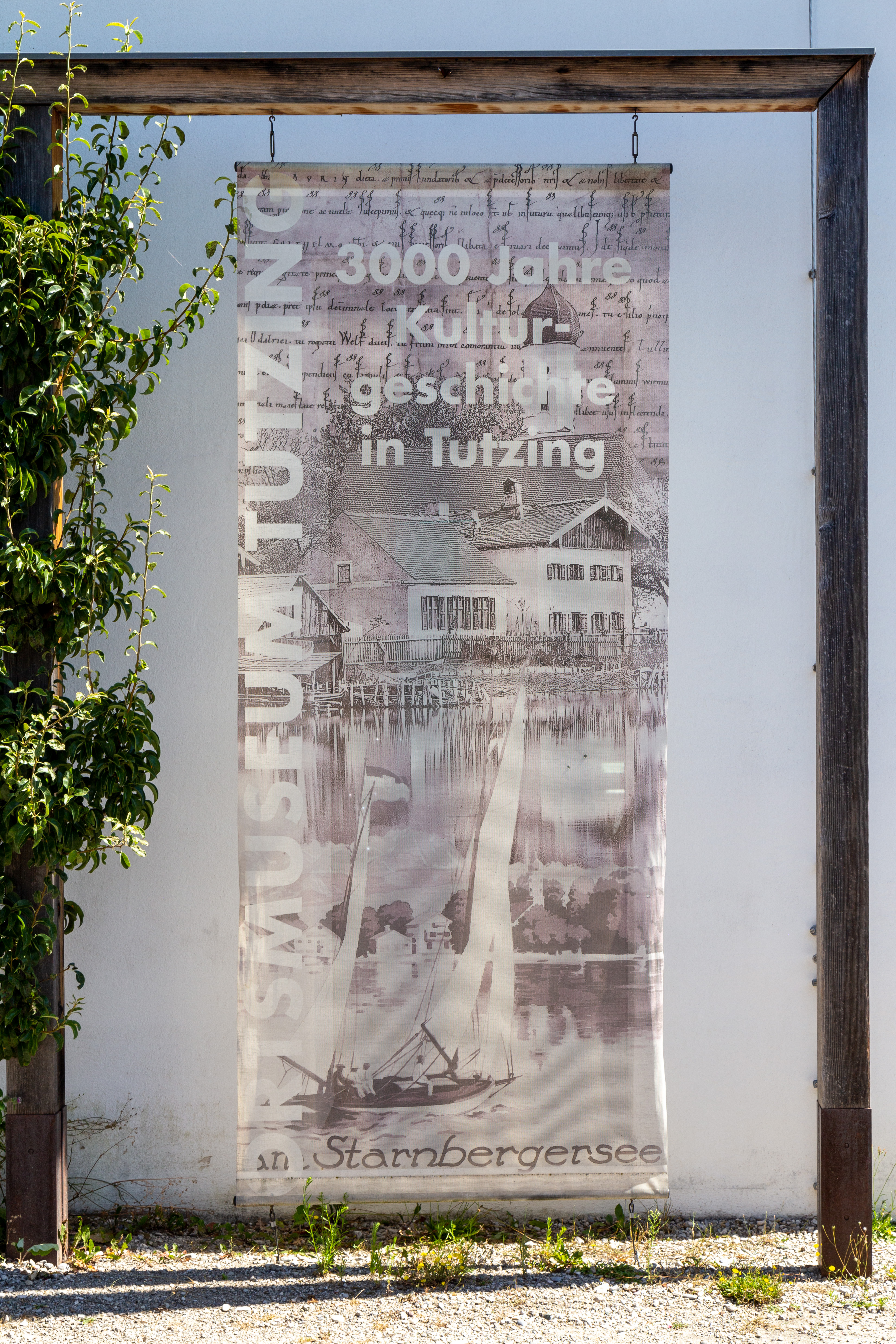
Banner am Museumsgebäude

Das Ortsmuseum Tutzing ist ein Museum zur Ortsgeschichte der Gemeinde Tutzing am Starnberger See. Es befindet sich im früheren Schulhaus der Gemeinde am Thomaplatz.

## Geschichte
Im Jahr 2008 beschloss der Tutzinger Gemeinderat die Einrichtung eines Ortsmuseums im alten Schulhaus. Damit sollte das von 1824 bis 1826 erbaute Haus erhalten und einer neuen Verwendung zugeführt werden. Das zwischen Fischerhaus und Mesneranwesen in Seenähe gelegene Gebäude wurde bis 1880 als Schule genutzt und danach zu Wohnzwecken umgebaut. Seit Ende der 1990er Jahre stand das Haus leer. Nach zweijährigem Umbau wurde das Ortsmuseum am 7. Mai 2010 eröffnet.

## Ausstellung
Das kleine Museum umfasst drei Räume mit insgesamt 85 Quadratmetern.
Die Ortsgeschichte von der ersten Besiedlung über die Hofmarksherrschaft und zwei Weltkriege bis zur Gebietsreform 1978 wird anhand von Zeittafeln und Exponaten dargestellt, ebenso die gesellschaftliche und wirtschaftliche Entwicklung und das Bildungswesen. Ein Raum der Dauerausstellung erinnert an die Entwicklung von Handwerk und Gewerbe, insbesondere der für die Tutzinger Bevölkerung wichtigen Fischerei.
Seit 2018 beherbergt das Museum eine 1720 von Philipp Franz Schleich erbaute Kirchenorgel, die zuletzt in der St.-Nikolaus-Kirche in Oberzeismering genutzt wurde.
Ein Raum ist für Sonderausstellungen reserviert. Es finden regelmäßig Ausstellungen zu regionalen Themen und mit Werken lokaler Künstler und Sammler statt.